# 盧科維奇
50°42′37″N 24°29′59″E / 50.71028°N 24.49972°E
盧科維奇（烏克蘭語：Луковичі），是烏克蘭的村落，位於該國西部沃倫州，由沃洛德米爾區負責管轄，始建於1523年，面積10.3平方公里，海拔高度201米，2001年人口454，人口密度每平方公里44.08人。